# Lergravsparken
Lergravsparken – stacja metra w Kopenhadze, na linii M2. Zlokalizowana jest pomiędzy stacjami Amagerbro oraz Øresund. Została otwarta 19 października 2002. Znajduje się w 1 strefie biletowej, obok parku o tej samej nazwie
Stacja posiada parking rowerowy.